# Drapeau de la Seconde République espagnole

Drapeau civil et pavillon marchand de la République (sans le blason) (proportion 2:3)

Le drapeau de la Seconde République espagnole, également connu sous le nom espagnol la tricolor, est le drapeau officiel de l'Espagne entre 1931 et 1939. C'est également le drapeau du gouvernement républicain espagnol en exil jusqu'en 1977.

## Histoire et origine

### La bande violette de Castille
Selon le décret qui la réglemente en 1931, c'est la raison de l'inclusion de la nouvelle bande violette des comuneros de Castille :
Aujourd'hui, le drapeau adopté comme national au milieu du XIXe siècle est plié. On y conserve les deux couleurs et on y ajoute une troisième, que la tradition admet par l'insigne d'une illustre région, nerf de la nationalité, avec laquelle l'emblème de la République, ainsi formé, résume plus exactement l'harmonie d'une grande Espagne.
Cependant, il n'est pas prouvé que le violet ait été historiquement un élément emblématique des Comuneros de Castille.

### Le Mauve de la République
Entre la fin du XIXe et le début du XXe siècle, l'image de la monarchie a perdu de sa force et de son respect, et un petit secteur de l'idéologie républicaine s'est maintenu, héritant en partie du fédéralisme de Francisco Pi i Margall, par exemple. Progressivement, le drapeau républicain rouge, jaune et violet a été adopté dans différents athénées ou casinos républicains.
Le grand échec de la guerre hispano-américaine, qui se reflète profondément dans le pessimisme des intellectuels de l'époque, la génération de 1898 qui a également montré une affection particulière pour la Castille, la lente agonie de la première restauration des Bourbons en Espagne et la chute de la Dictature de Miguel Primo de Rivera, spécialement parrainée par Alphonse XIII, ont fini par discréditer la monarchie dans de larges secteurs sociaux, politiques, militaires et intellectuels et, par conséquent, par donner des ailes au remplacement du régime par un système républicain avec de nouveaux symboles.
Ainsi, à la veille de l'avènement de la Seconde République, le grand paradoxe s'est produit : les républicains progressistes, conservateurs et militaires ont coïncidé en considérant la couleur violette comme la pluralité des peuples d'Espagne avec l'inclusion de la violette du peuple castillan, dans un esprit à la fois en rupture avec le passé et respectueux de celui-ci. Dans la promulgation officielle, Manuel Azaña se distingue comme un fervent partisan de l'adoption de ce drapeau comme soutien à la marche militaire du colonel Riego comme hymne officiel.

### La période franquiste et post-franquiste
Pendant l'ère franquiste, le drapeau républicain a été utilisé par certains noyaux d'exilés républicains espagnols à l'étranger, ainsi que par certains groupes de combattants antifascistes dans la péninsule, tels que le Maquis, le FELN et le FRAP.
Avec le démantèlement de la dictature militaire de  Francisco Franco pendant la transition espagnole après la mort du général Franco en 1975, une grande partie de la gauche en exil avait encore le drapeau de la Seconde République comme drapeau officiel jusqu'à ce que le PCE avec Santiago Carrillo et ensuite le PSOE avec l'arrivée de Felipe González acceptent de maintenir le drapeau bicolore actuel et de respecter ainsi officiellement les insignes traditionnels dans la rédaction consensuelle de la nouvelle Constitution espagnole de 1978.
Cependant, tout au long du règne de Juan Carlos Ier, l'utilisation de ce drapeau a été en vigueur dans les sphères non officielles et parmi la plupart des groupes républicains de gauche du pays comme symbole revendiquant un changement du modèle d'État espagnol vers une nouvelle république. En 2009, le PCE, se sentant dissocié de la Constitution espagnole de 1978, s'est séparé du drapeau rouge et jaune, revendiquant une nouvelle république avec le drapeau tricolore

### Sources
- (es) José Manuel Erbez, « La Tricolor : Breve historia de la Bandera Republicana », sur asturiasrepublicana.com, Asturias Republicana (consulté le 15 janvier 2014)